# مايكل بيسبنغ
مايكل جافين جوزيف بيسبنغ (بالإنجليزية: Michael Gavin Joseph Bisping؛ مواليد 28 فبراير 1979) هو محلل رياضي إنجليزي، وممثل، ومعلق، ومقاتل فنون قتالية مختلطة، نافس في فئة الوزن المتوسط ووزن خفيف الثقيل في يو إف سي. منافس محترف منذ عام 2004، وهو بطل سابق للوزن المتوسط في يو إف سي، وبطل سابق وزن خفيف المتوسط في كيج رايج، وفائز في بطولة المقاتل النهائي 3 لوزن خفيف الثقيل. في يو إف سي 78، أصبح أول مقاتل بريطاني يتنافس في حدث رئيسي في يو إف سي. في يو إف سي 199، أصبح أول مقاتل بريطاني يفوز ببطولة يو إف سي. تم إدخاله بقاعة مشاهير يو إف سي في 5 يوليو 2019.

## سجل فنون القتال المختلطة
| السجل المهني |        |         |
| 39 نزال      | 30 فوز | 9 خسارة |
| ضربة قاضية   | 18     | 3       |
| إخضاع        | 2      | 2       |
| قرار القضاة  | 10     | 4       |

| النتيجة | السجل | الخصم           | الطريقة                                     | الحدث                                                            | التاريخ        | الجولة | الوقت | المكان                                   | الملاحظات                                                                  |
| ------- | ----- | --------------- | ------------------------------------------- | ---------------------------------------------------------------- | -------------- | ------ | ----- | ---------------------------------------- | -------------------------------------------------------------------------- |
| خسر     | 30–9  | كيلفن غاستلوم   | ضربة قاضية (بلكمة)                          | يو إف سي ليلة القتال: بيسبنغ ضد غاستلوم                          | 25 نوفمبر 2017 | 1      | 2:30  | شانغهاي، الصين                           |                                                                            |
| خسر     | 30–8  | جورج سانت بيير  | إخضاع فني (خنق خلفي عاري)                   | يو إف سي 217                                                     | 4 نوفمبر 2017  | 3      | 4:23  | مدينة نيويورك، نيويورك، الولايات المتحدة | خسر لقب بطولة يو إف سي للوزن المتوسط.                                      |
| فاز     | 30–7  | دان هندرسون     | قرار القضاة (بالإجماع)                      | يو إف سي 204                                                     | 8 أكتوبر 2016  | 5      | 5:00  | مانشستر، إنجلترا                         | دافع عن لقب بطولة يو إف سي للوزن المتوسط. قتال الليلة.                     |
| فاز     | 29–7  | لوك روكهولد     | ضربة قاضية (باللكمات)                       | يو إف سي 199                                                     | 4 يونيو 2016   | 1      | 3:36  | إنغليووود، كاليفورنيا، الولايات المتحدة  | فاز بلقب بطولة يو إف سي للوزن المتوسط. أداء الليلة.                        |
| فاز     | 28–7  | أندرسون سيلفا   | قرار القضاة (بالإجماع)                      | يو إف سي ليلة القتال: سيلفا ضد بيسبنغ                            | 27 فبراير 2016 | 5      | 5:00  | لندن، إنجلترا                            | قتال الليلة.                                                               |
| فاز     | 27–7  | تاليس لييتس     | قرار القضاة (بالانقسام)                     | يو إف سي ليلة القتال: بيسبنغ ضد ليتس                             | 18 يوليو 2015  | 5      | 5:00  | غلاسكو، اسكتلندا                         |                                                                            |
| فاز     | 26–7  | سي بي دولواي    | قرار القضاة (بالإجماع)                      | يو إف سي 186                                                     | 25 أبريل 2015  | 3      | 5:00  | مونتريال، كيبك، كندا                     |                                                                            |
| خسر     | 25–7  | لوك روكهولد     | إخضاع (خنق المقصلة)                         | يو إف سي ليلة القتال: روكهولد ضد بيسبنغ                          | 8 نوفمبر 2014  | 2      | 0:57  | سيدني، أستراليا                          |                                                                            |
| فاز     | 25–6  | كونغ لي         | ضربة فنية قاضية (بالركبة واللكمات)          | يو إف سي ليلة القتال: بيسبنغ ضد لي                               | 23 أغسطس 2014  | 4      | 0:57  | ماكاو، م. ج. ص. ش. إ، خ.، الصين          | أداء الليلة.                                                               |
| خسر     | 24–6  | تيم كينيدي      | قرار القضاة (بالإجماع)                      | نهائي الأمم المقاتلة النهائي: بيسبنغ ضد كينيدي                   | 16 أبريل 2014  | 5      | 5:00  | مدينة كيبك، كيبك، كندا                   |                                                                            |
| فاز     | 24–5  | ألان بيلشر      | قرار فني (بالإجماع)                         | يو إف سي 159                                                     | 27 أبريل 2013  | 3      | 4:31  | نيوآرك، نيو جيرسي، الولايات المتحدة      | أدى وخز العين غير المقصود إلى عدم قدرة بيلشر على مواصلة القتال.            |
| خسر     | 23–5  | فيتور بلفور     | ضربة فنية قاضية (بركلة للرأس واللكمات)      | يو إف سي على إف إكس: بيلفورت ضد بيسبنغ                           | 19 يناير 2013  | 2      | 1:27  | ساو باولو، البرازيل                      |                                                                            |
| فاز     | 23–4  | بريان ستان      | قرار القضاة (بالإجماع)                      | يو إف سي 152                                                     | 22 سبتمبر 2012 | 3      | 5:00  | تورنتو، أونتاريو، كندا                   |                                                                            |
| خسر     | 22–4  | شيل سونين       | قرار القضاة (بالإجماع)                      | يو إف سي على فوكس: إيفانز ضد دايفز                               | 28 يناير 2012  | 3      | 5:00  | شيكاغو، إلينوي، الولايات المتحدة         | الفائز سيُنافس على لقب بطولة يو إف سي للوزن المتوسط.                        |
| فاز     | 22–3  | جايسون ميلر     | ضربة فنية قاضية (بالركبتين لللجسم واللكمات) | المقاتل النهائي: نهائي فريق بيسبنغ ضد فريق ميلر                  | 3 ديسمبر 2011  | 3      | 3:34  | لاس فيغاس، نيفادا، الولايات المتحدة      |                                                                            |
| فاز     | 21–3  | خورخي ريفيرا    | ضربة فنية قاضية (باللكمات)                  | يو إف سي 127                                                     | 27 فبراير 2011 | 2      | 1:54  | سيدني، أستراليا                          | تم خصم نقطة واحدة من بيسبنغ في الجولة الأولى بعد تسديدة لركبة غير قانونية. |
| فاز     | 20–3  | يوشيهيرو أكياما | قرار القضاة (بالإجماع)                      | يو إف سي 120                                                     | 16 أكتوبر 2010 | 3      | 5:00  | لندن، إنجلترا                            | قتال الليلة.                                                               |
| فاز     | 19–3  | دان ميلر        | قرار القضاة (بالإجماع)                      | يو إف سي 114                                                     | 29 مايو 2010   | 3      | 5:00  | لاس فيغاس، نيفادا، الولايات المتحدة      |                                                                            |
| خسر     | 18–3  | واندرلي سيلفا   | قرار القضاة (بالإجماع)                      | يو إف سي 110                                                     | 20 فبراير 2010 | 3      | 5:00  | سيدني، أستراليا                          |                                                                            |
| فاز     | 18–2  | دينيس كانج      | ضربة فنية قاضية (باللكمات)                  | يو إف سي 105                                                     | 14 نوفمبر 2009 | 2      | 4:24  | مانشستر، إنجلترا                         | قتال الليلة.                                                               |
| خسر     | 17–2  | دان هندرسون     | ضربة قاضية (بلكمة)                          | يو إف سي 100                                                     | 11 يوليو 2009  | 2      | 3:20  | لاس فيغاس، نيفادا، الولايات المتحدة      | الفائز سيُنافس على لقب بطولة يو إف سي للوزن المتوسط.                        |
| فاز     | 17–1  | كريس ليبن       | قرار القضاة (بالإجماع)                      | يو إف سي 89                                                      | 18 أكتوبر 2008 | 3      | 5:00  | برمنغهام، إنجلترا                        | تم اختبار ليبن بشكل إيجابي لمادة ستيرويد ابتنائي.                          |
| فاز     | 16–1  | جايسون داي      | ضربة فنية قاضية (باللكمات)                  | يو إف سي 85                                                      | 7 يونيو 2008   | 1      | 3:42  | لندن، إنجلترا                            |                                                                            |
| فاز     | 15–1  | تشارلز مكارثي   | ضربة فنية قاضية (إصابة الذراع)              | يو إف سي 83                                                      | 19 أبريل 2008  | 1      | 5:00  | مونتريال، كيبك، كندا                     | الظهور الأول في الوزن المتوسط.                                             |
| خسر     | 14–1  | رشاد إيفانز     | قرار القضاة (بالانقسام)                     | يو إف سي 78                                                      | 17 نوفمبر 2007 | 3      | 5:00  | نيوآرك، نيو جيرسي، الولايات المتحدة      |                                                                            |
| فاز     | 14–0  | مات هاميل       | قرار القضاة (بالانقسام)                     | يو إف سي 75                                                      | 8 سبتمبر 2007  | 3      | 5:00  | لندن، إنجلترا                            |                                                                            |
| فاز     | 13–0  | إلفيس سينوسيك   | ضربة فنية قاضية (باللكمات)                  | يو إف سي 70                                                      | 21 أبريل 2007  | 2      | 1:40  | مانشستر، إنجلترا                         | قتال الليلة.                                                               |
| فاز     | 12–0  | اريك شيفر       | ضربة فنية قاضية (باللكمات)                  | يو إف سي 66                                                      | 30 ديسمبر 2006 | 1      | 4:24  | لاس فيغاس، نيفادا، الولايات المتحدة      |                                                                            |
| فاز     | 11–0  | جوش هاينز       | ضربة فنية قاضية (باللكمات)                  | المقاتل النهائي 3                                                | 24 يونيو 2006  | 2      | 4:14  | لاس فيغاس، نيفادا، الولايات المتحدة      | فاز ببطولة المقاتل النهائي 3 لوزن خفيف الثقيل.                             |
| فاز     | 10–0  | روس بوينتون     | إخضاع (شريط الذراع)                         | سي دبليو إف سي: القوة الضاربة 4                                  | 26 نوفمبر 2005 | 1      | 2:00  | كوفنتري، إنجلترا                         | دافع عن لقب بطولة قفص المحاربين لوزن خفيف الثقيل.                          |
| فاز     | 9–0   | جاكوب لوفستاد   | ضربة فنية قاضية (خضوع للكمات)               | سي دبليو إف سي: القوة الضاربة 3                                  | 1 أكتوبر 2005  | 1      | 1:10  | كوفنتري، إنجلترا                         | دافع عن لقب بطولة قفص المحاربين لوزن خفيف الثقيل.                          |
| فاز     | 8–0   | ميكا محمد       | ضربة فنية قاضية (إيقاف الزاوية)             | سي دبليو إف سي: القوة الضاربة 2                                  | 16 يوليو 2005  | 1      | 3:01  | كوفنتري، إنجلترا                         | دافع عن لقب بطولة قفص المحاربين لوزن خفيف الثقيل.                          |
| فاز     | 7–0   | أليكس كوك       | إخضاع (خنق)                                 | إف إكس 3: الانفجار                                               | 18 يونيو 2005  | 1      | 3:21  | ريدنغ، إنجلترا                           | فاز بلقب بطولة إف إكس 3 لوزن خفيف الثقيل.                                  |
| فاز     | 6–0   | ديف رادفورد     | ضربة فنية قاضية                             | سي دبليو إف سي: القوة القصوى                                     | 30 أبريل 2005  | 1      | 2:46  | شفيلد، إنجلترا                           | فاز بلقب بطولة قفص المحاربين لوزن خفيف الثقيل.                             |
| فاز     | 5–0   | مارك إبستاين    | ضربة قاضية (بلكمة)                          | قفص الغضب 9                                                      | 27 نوفمبر 2004 | 3      | 4:43  | لندن، إنجلترا                            | دافع عن لقب بطولة قفص الغضب لوزن خفيف الثقيل.                              |
| فاز     | 4–0   | آندي بريدجز     | ضربة قاضية                                  | برايد وجلوري 3: أيام المجد                                       | 7 أغسطس 2004   | 1      | 0:45  | نيوكاسل أبون تاين، إنجلترا               |                                                                            |
| فاز     | 3–0   | مارك إبستاين    | ضربة فنية قاضية (باللكمات والركبتين)        | قفص الغضب 7                                                      | 10 يوليو 2004  | 2      | 1:27  | لندن، إنجلترا                            | فاز بلقب بطولة قفص الغضب لوزن خفيف الثقيل.                                 |
| فاز     | 2–0   | جون وير         | ضربة فنية قاضية (باللكمات)                  | بطولة المملكة المتحدة للفنون القتالية المختلطة 7: رايج أند فيوري | 30 مايو 2004   | 1      | 0:50  | مانشستر، إنجلترا                         |                                                                            |
| فاز     | 1–0   | ستيف ماثيوز     | ضربة فنية قاضية (بالضربات)                  | برايد وجلوري 2: معركة العصور                                     | 10 أبريل 2004  | 1      | 0:38  | نيوكاسل أبون تاين، إنجلترا               |                                                                            |

### سجل فنون القتال المختلطة الاستعراضي
| النتيجة | السجل | الخصم             | الطريقة                       | الحدث                                           | التاريخ                    | الجولة | الوقت | المكان            | الملاحظات                         |
| ------- | ----- | ----------------- | ----------------------------- | ----------------------------------------------- | -------------------------- | ------ | ----- | ----------------- | --------------------------------- |
| فاز     | 2–0   | روس بوينتون       | ضربة فنية قاضية (خضوع للكمات) | المقاتل النهائي: نهائي فريق بيسبنغ ضد فريق ميلر | 15 يونيو 2006 (تاريخ البث) | 1      | 2:13  | لاس فيغاس، نيفادا | نزال نصف نهائي المقاتل النهائي 3. |
| فاز     | 1–0   | كريستيان روثيرميل | ضربة فنية قاضية (باللكمات)    |                                                 | 27 أبريل 2006 (تاريخ البث) | 1      | 3:51  | لاس فيغاس، نيفادا | نزال ربع نهائي المقاتل النهائي 3. |

## نزالات الدفع مقابل المشاهدة
| #                | الحدث            | النزال              | التاريخ          | المكان              | المدينة                                           | المبلغ    |
| ---------------- | ---------------- | ------------------- | ---------------- | ------------------- | ------------------------------------------------- | --------- |
| 1.               | يو إف سي 78      | إيفانز ضد بيسبنغ    | 17 نوفمبر 2007   | مركز الحصافة        | نيوآرك، نيوجيرسي، الولايات المتحدة                | 400،000   |
| 2.               | يو إف سي 199     | روكهولد ضد بيسبنغ 2 | 4 يونيو 2016     | ذا فورم             | إنغليووود، كاليفورنيا الولايات المتحدة            | 320،000   |
| 3.               | يو إف سي 204     | بيسبنغ ضد هندرسون 2 | 8 أكتوبر 2016    | مانشستر أرينا       | مانشستر المملكة المتحدة                           | 290،000   |
| 4.               | يو إف سي 217     | بيسبنغ ضد سانت بيير | 4 نوفمبر 2017    | ماديسون سكوير جاردن | مدينة نيويورك، نيويورك، نيويورك، الولايات المتحدة | 875،000   |
| إجمالي المدفوعات | إجمالي المدفوعات | إجمالي المدفوعات    | إجمالي المدفوعات | إجمالي المدفوعات    | إجمالي المدفوعات                                  | 1،885،000 |

## الكُتب
- مايكل بيسبنغ - الذين ينسحبون لا يفوزون ابدا: حياتي في يو إف سي، مطبعة ايبري (22 أغسطس 2019)، (ردمك 978-1529104448)

## وصلات خارجية
- مايكل بيسبنغ على موقع شيردوغ (الإنجليزية)
- مايكل بيسبنغ على موقع Tapology.com (الإنجليزية)
- مايكل بيسبنغ على موقع IMDb (الإنجليزية)
- مايكل بيسبنغ على موقع قاعدة بيانات الفيلم (الإنجليزية)
- مايكل بيسبنغ على يو إف سي (بالإنجليزية)

| الإنجازات        | الإنجازات                                                 | الإنجازات           |
| ---------------- | --------------------------------------------------------- | ------------------- |
| سبقه لوك روكهولد | ثامن بطل يو إف سي لوزن الوسط 4 يونيو 2016 – 4 نوفمبر 2017 | تبعه جورج سانت بيير |